# خانه صادقیان
خانه صادقیان مربوط به اواخر دوره قاجار است و در شهرستان گناباد، بخش مرکزی، روستای قوژد واقع شده و این اثر در تاریخ ۱۹ مرداد ۱۳۸۴ با شمارهٔ ثبت ۱۲۹۳۵ به‌عنوان یکی از آثار ملی ایران به ثبت رسیده است.